# Араґорн
А́раґорн (синд. Aragorn) — ватажок дунедайн, король Возз'єднаного королівства Ґондору і Арнору, Повелитель Західних земель, король Заходу, Король Білого Древа, один з головних персонажів трилогії Джона Роналда Руела Толкіна «Володар перснів».
Також відомий як:
- Ельфініт (Elfstone),
- Блукач (Strider),
- Елессар (Elessar),
- Дунадан (The Dunedan),
- Спадкоємець Ісілдура (Isildur's Heir).

## Дитинство
Араґорн народився 1 березня 2931 р. Третьої епохи. Дунадан, син Араторна й Гільраен, прямий нащадок Еленділа, шістнадцятий і останній проводир дунедайн Півночі, що став королем Ґондора і Арнора під ім'ям Елессар. Один із членів Братерства Персня. Араґорн — «королівська доблесть», від синдарського Ara (aran, король). Це ім'я дав йому батько, а Іворвен, мати його матері Гільраен, пророчила, що «бачить на його грудях зелений камінь, що і дасть йому істинне ім'я і прославить його, тому що буде він цілителем і відновлювачем».
Йому було всього два роки, коли його батько, Араторн, загинув від стріли орка, і мати попрямувала разом з ним у Рівенділ. Він ріс і виховувався в будинку Елронда, який любив його, як власного сина. Однак за вказівкою Елронда його називали «Естель», а справжнє ім'я, як і походження, тримали в таємниці.
Араґорн був високого зросту, волосся його було темним, а очі — сірими, як у більшості дунедайн. Говорили, що і зовні, і за характером він дуже нагадував Елендура, сина Ісілдура, і, відповідно, брата Валандиля — предка Араґорна.
Коли Араґорну виповнилося двадцять, Елронд розповів, ким був його батько, відкрив його справжнє ім'я, передав сімейні реліквії — перстень Барахіра й уламки Нарсіла, і напророкував, що його очікують великі подвиги, і що життя його буде довше, ніж звичайно буває в людей.

## Кохання
Наступного дня Араґорн уперше зустрівся з дочкою Елронда, Арвен. Він прогулювався вечірнім лісом й співав «Ле про Лейтіан», коли зненацька побачив прекрасну ельфійську діву в синьо-срібному плащі, на чолі якої сяяло коштовне каміння, і спершу він сприйняв її за Лютіен. З цього моменту Араґорн покохав Арвен. Довідавшись про це кохання, Елронд покликав до себе Араґорна й сказав, що Арвен стоїть куди вище за нього, і, навіть якщо її серце звернеться до Араґорна, він, Елронд, однаково буде засмучений — поки її батько залишається в Середзем'ї, в Арвен залишається юність елдар, якщо ж він піде за море, в Арвен буде вибір — піти з разом з ним або залишитися. Також він пророчив Араґорну, що його очікує велика доля й довгі роки випробувань.

## Боротьба із Сауроном
Тоді Араґорн із дозволу Елронда залишив Рівенділ. Майже тридцять років він боровся із Сауроном. «Так став він найстійкішим з людей, вправним у ремеслах і навченим у знаннях, та, однак, стояв вище за них. Тому що був він мудрим, як ельфи, і таке світло могло спалахувати в його очах, що мало хто міг витримати це. Сумним і суворим зробила лице йому доля, але завжди жила в його серці надія, що часом народжувала радість — начебто струмок пробивався крізь скелю». 2956 року Араґорн зустрів Ґандальфа, і почалася їх дружба. Вони багато подорожували разом, але з роками Араґорн все частіше подорожував наодинці. 2957—2980 роки він проводить у мандрівках — спочатку він служив у Рогані Тенґелю, а потім у Гондорі — Ектеліону II. Там його називали Торонгілом, Зоряним орлом (від thoron (орел) і gil (зірка)), «тому що був він швидкий і гострим був його погляд, і носив він срібну зірку на плащі». 2980 року Араґорн зібрав невеликий флот і уночі зненацька наскочив на Умбар, спалив більшу частину умбарських кораблів, убив Воєначальника Ґаваней і відвів свій флот із невеликими втратами.
2980 року Араґорн вертався із кордону Мордора, прямуючи до Рівенділа, щоб перепочити. У Лоріені, куди йому дозволили ввійти, після довгої розлуки він знову зустрівся з Арвен. Вони довго гуляли луками Лоріена, і одного раз увечері дня літнього сонцестояння, піднялися на пагорб Карас Галадон і заприсягли один одному у вірності. Арвен зробила свій вибір, і, коли Елронд довідався про нього, то дуже засмутився. Коли Араґорн на деякий час повернувся до Рівенділа, Елронд сказав йому, що Арвен не стане нареченою нікому, крім короля Ґондора і Арнора.
Араґорн знову попрямував назустріч небезпекам. 3006 року він відвідав матір в Еріадорі, куди вона повернулася до своїх рідних, і Ґільраен пророчила, що вони бачаться востаннє — ще до настання весни 3007 р. вона померла. 3009 року Араґорн разом з Ґандальфом почали полювання на Ґолума, що тривало, з перервами, наступні вісім років, поки нарешті, Араґорн не спіймав його в Мертвецьких болотах, 3018 року.

## Початок сходження на трон
Участь його у Війні персня докладно висвітлено у «Володарі перснів» — зустріч у Брі з гобітами, прибуття у Рівенділ, подорож на Схід. Після загибелі Ґандальфа у Морії Араґорн став ватажком загону Братства Персня. Він був одним із проводирів у битві біля стін Горнбурґа, потім пройшов Стежкою мертвих зі своїми друзями: ельфом Леґоласом і гномом Ґімлі, а також загоном дунедейнів, і прибув до Ґондору на кораблях, захоплених в Умбарі. Встиг взяти участь у битві на полях Пеленнора. Він очолив похід до воріт Мораннон.
Араґорн володів і даром зцілення — він полегшив страждання Фродо від рани, отриманої від леза назґула, а пізніше врятував Фарамира та Еовін. У старих переказах Ґондору говорилося: «Руки короля — руки цілителя. І так розпізнається справжній король».

## Корона
Після закінчення Війни Персня, Араґорн коронувався в Ґондорі й став королем Возз'єднаного королівства Арнора і Ґондора — 1 травня 3019 року, і прийняв ім'я Елессар (Ельфійський самоцвіт). Це ім'я йому пророкували під час народження, зелений дорогоцінний камінь із такою назвою подарувала йому Ґаладріель, коли члени Братства Персня були в Лоріені, і через цей камінь так назвав його народ, коли він прийшов до Ґондора. В часи його мандрівок, жителі Брі назвали його «Блукачем», та, вступивши на престол, він дав своєму дому ім'я «Тельконтар» — квенійський еквівалент свого прізвиська. 25 червня 3019 р. Араґорн, за допомогою Ґандальфа, знайшов на схилах гори Міндоллуїн паросток Білого Дерева. А в день літнього сонцестояння цього ж року Арвен прибула до Ґондору, і вони з Араґорном справили весілля. Шлюб їх став третім союзом елдар і едайн. У них народився син Елдаріон і доньки — оскільки тоді лінії Трьох королів Ельдар (Інґве, Фінве й Ольве з Ельве) з'єдналися, а Лютіен була найпрекраснішою з дітей Еру, нащадків цього шлюбу називали «діти Лютіен».
Разом з Еомером король Елессар здійснив походи за Рунійське море і далеко на Південь, вгамовуючи численних ворогів, що ще залишалися після падіння Саурона. Він щасливо правив сто двадцять років. 5 року Четвертої епохи він видав указ, що люди не мають права переходити кордон Ширу, і оголосив його Вільними землями під захистом Північного скіпетра. 16 року він здійснив подорож на Північ і якийсь час жив біля Сутінкового озера. Він зустрівся зі старими друзями й подарував Сему Гемджі Зірку дунедайн, а його дочку Еланор зробив фрейліною королеви Арвен.

## Смерть
120 року Араґорн відчув наближення старості й вирішив піти з життя. 1 березня він прийшов до Будинку Королів на вулиці Рат Динен і ліг на приготоване для нього довге ложе. Він попрощався із сином Елдаріоном, передав йому крилату корону Ґондору та скіпетр Арнора, а потім усі пішли, і він залишився наодинці з Арвен. Попри її благання залишитися ще хоча б на якийсь час, він сказав: 
|  | Ні, пані моя, я останній з нуменорців і останній король Давнини. І даровано мені не лише життя, утричі довше за життя людей Середзем'я, але й можливість піти з власної волі й повернути дарунок. |

Араґорн поцілував руку Арвен і заснув: «Тоді велика краса відкрилася в ньому, і дивувалися ті, хто потім приходив дивитися на нього — тому що врода юності, мужність зрілості й мудрість і велич старості злилися воєдино. І довго лежав він там, втілення величі Королів людей, у славі, що не згасне до кінця часів».

## Кіновтілення
- «Володар перснів» — Вігго Мортенсен
- «Полювання на Голума» — Едріан Вебстер
- «Народження надії» — Люк Джонстон